# Superfreakonomics
SuperFreakonomics: Global Cooling, Patriotic Prostitutes, and Why Suicide Bombers Should Buy Life Insurance är den andra boken skriven av Steven Levitt och Stephen J. Dubner. Boken släpptes i oktober 2009 och är uppföljare till Freakonomics: A Rogue Economist Explores the Hidden Side of Everything.